# استديو أندرياس فوغلر
استديو أندرياس فوغلر(Andreas Vogler Studio) هو مرسم دولي متعدد التخصصات للهندسة المعمارية والتصميم، ومقره في ميونيخ. يقود هذا المرسم مؤسسه، أندرياس فوغلر، وقد تم تأسيسه في عام 2014 بعد وقت قصير من تركه Architecture and Vision (العمارة والرؤية). هذه الشركة متخصصة في حلول جديدة باستخدام التكنولوجيا والفن والتاريخ والأفكار المستقبلية.

## مواصفات
يعتبر إستديو أندرياس فوغلر مرسم للهندسة المعمارية والتصميم في مدينة ميونيخ، وقد قام بتأسيسه المهندس المعماري والمصمم السويسري أندرياس فوغلر. يجمع هذا الاستوديو بين مجالات الفضاء الجويّ والفن والهندسة المعمارية، ويفهم التصميم على أنه عملية لحل المشكلات المعقدة باستخدام الأساليب العلمية والتكنولوجية والحدس الفني. يتمتع الإستديو بخبرة في التخطيط للبعثات الفضائية للبيئات المدارية والقمرية، وفي المريخ.
من بين العمل الأخير في الاستوديو: القنصلية العامة السويسرية في ميونيخ، مقر إقامة القنصل العام لسويسرا في ميونيخ، كما تم تطوير قطار جديد عالي السرعة للمملكة المتحدة مع المركز الألماني للفضاء الجوي German Aerospace Center) DLR). يشمل العملاء القطاعين العام والخاص.
تم عرض مشاريع أندرياس فوغلر في مركز Pompidou في باريس، وهي في المجموعات الدائمة لمتحف الفن الحديث MoMA بنيويورك، وفي متحف العلوم والصناعة(Museum of Science and Industry) في شيكاغو. فوغلر عضو الغرفة البافارية للمهندسين المعماريين (Bavarian Chamber of Architects)، و Deutscher Werkbund ، والجمعية الألمانية للمهندسين المعماريين BDA ، والمعهد الأمريكي للملاحة الجوية والفضائية (AIAA, American Institute of Aeronautics and Astronautics). يشارك إستديوأندرياس فوغلر حاليًا في مسابقة النقل تصميم قطار الغد اليوم "Tomorrow’s Train Design Today" التي تستضيفها GB Railway والمعهد الملكي للمهندسين المعماريين البريطانيين (RIBA) وفريق FutureRailway ووزارة النقل (DfT). في 8 أبريل 2015 ، تم تعيين إستديوأندرياس فوغلر كواحد من ثلاثة مشتركين في التصفيات النهائية.

## مشاريع
2018
- ورشة تصميم لمقاعد القطار

2017
- تصاميم اجهزة التنظيف
- شقة خاصة في برلين

2016
- Aeroliner3000، مرحلة عرض.
- Swiss Residence Munich
- Swiss Club Munich، التصميم الداخلي

2015
- Aeroliner3000 ، دراسة الجدوى
- Swiss-A-Loo
- EyeInTheSky - النحت الإلكتروني لي ArsTechnica

2014
- Aeroliner3000، مشترك في التصفيات النهائية في Tomorrow's Train Design Today (المشروع قيد التنفيذ) 2014-2016، المملكة المتحدة [3]
- SwissConsulate، القنصلية السويسرية، ميونيخ، ألمانيا

## المسابقات
2018
- شونده روبوتيكس بارك (Shunde Robotics Park)

2017
- مقر الاتصالات السلكية واللاسلكية الامم المتحدة، جنيف، سويسرا
- Haus der Weimarer Republik، فايمار
- منحوتات Charité، برلين
- بيرجاردين(Beergarden) بالقرب من بولونيا
- مقر ميزو(Meizu) ، تشوهاى، الصين
- روضة أطفال في فينكل، سويسرا

2016
- كنيسة في بريسلاو
- حديقة المناظر الطبيعية الفلسفية JAZZI
- سقف فيرونا ارينا(Verona Arena)

2015
- تصميم قطار الغد اليوم(Tomorrow's Train Design Today)، المرحلة الثانية[2]

2014
- Tomorrow's Train Design Today[2]
- Cocinella - روضة أطفال لسانت موريتز (St. Moritz)

## الجوائز
- جائزة 2018 iF Design Award
- جائزة Red Dot Award 2017
- جائزة German Design Award 2017
- جائزة World Changing Ideas Award 2017 (التصفيات النهائية)

## منشورات
- [4] DLR Portal
- [5] Bustler
- Kölner Wissenschaftsrunde
- [5] Railway Interiors 2015
- [6] The Engineer
- [7] Rail Technology Magazine
- [8] Inventor Magazine